# Streptomyces abietis
Streptomyces abietisは日本の北海道の松林の表土から分離されたストレプトマイセス属に属するセルロース分解菌である。

## 関連記事
- List of Streptomyces species